# ブンセンは野獣だ
『ブンセンは野獣だ』(英語: Bunsen Is a Beast)は、アメリカ合衆国のテレビアニメである。ブッチ・ハートマン原作・監督。2017年1月16日よりニコロデオンで放送されている。 

## あらすじ
この物語は、以前は人間のみを入学させた中学校に通い始めたブンゼンという名前の小さな風変わりな青い怪物を中心に展開します。獣に対する偏見にもかかわらず、ブンセンはマイキー・マンローという人間の少年と、ホームスクールで学んだ仲間のダーシーと友達になる。ブンセンとその友人たちは、社会からブンセンのような人間を排除しようとするアマンダという名前の生徒を出し抜きながら、一緒に学校生活を乗り越えようとします。

## 登場人物
ブンセン・ビースト (Bunsen Beast)
声 - ジェレミー・ローリー
マイキー・マンロー (Michael 'Mikey' Munroe)
声 - マイレ・フラナガン/マイレ・フラナガン
アマンダ (Amanda Killman)
声 - カリ・ウォールグレン
ダーシー (Darcy)
声 - クリスティーナ・ミリツィア
ミス・フラップ (Miss Flap)
声 - チェリ・オテリ
コマンダー・コーン (Commander Cone)
声 - ジェリー・トレーナー
スティーブ・スティーブンソン巡査 (Officer Steve Stevenson)
声 - クリス・ハードウィック=
ジェネラル (General)
声 - ジェフ・ベネット
トゥース・フェアリー (Tooth Fairy)
声 - タラ・ストロング
ウルフィー (Wolfie)
声 - ケビン・マイケル・リチャードソン
ワイルド (Wilda)
声 - レイチェル・ドラッチ